# Giulio Battiferri
Giulio Battiferri (Roma, 15 luglio 1893 – Roma, 22 gennaio 1973) è stato un attore italiano, a lungo attivo in teatro e al cinema.
Non va confuso con l'omonimo direttore della fotografia e operatore di ripresa, attivo dal 1966 al 1980.

## Biografia
Debuttò a teatro nel 1913, a soli vent'anni, nella Compagnia Romanesca diretta da Gastone Monaldi, che in seguito divenne suo cognato avendo sposato la sorella minore Fernanda Battiferri. Recitò in numerosi lavori teatrali in dialetto romanesco, portandoli in tournée anche in Francia, Inghilterra, Spagna, Brasile e Argentina. Dopo la morte di Monaldi, avvenuta nel 1932, passò all'avanspettacolo e quindi al teatro di rivista. Nel cinema fece il suo esordio in epoca muta, nel biennio 1919-1920, apparendo nelle pellicole prodotte dal cognato (la Monaldi Film) e nelle quali recitava da protagonista la sorella Fernanda. Con l'avvento del sonoro iniziò ad apparire in qualche pellicola già nel 1936, ma la sua attività cinematografica più significativa partì nel 1939, con tanti ruoli da caratterista che lo portarono ad apparire in quasi 110 pellicole fino al 1971. Morì a Roma all'età di 79 anni.

## Vita privata
Sul palcoscenico conobbe l'attrice Pina Piovani, che divenne sua moglie; rimase vedovo nel 1955.

## Filmografia

### Periodo muto
- Il re della notte, regia di Gastone Monaldi (1919)
- Senza nome, regia di Riccardo Cassano e Gastone Monaldi (1919)
- Da Roma al Niagara, regia di Riccardo Cassano e Gastone Monaldi (1919)
- Te lo dirò domani, regia di Gian Paolo Rosmino (1919)
- Notti rosse, regia di Gastone Monaldi (1920)
- Miss Lilly... pardon, regia di Riccardo Cassano e Gastone Monaldi (1920)
- La deviazione di Goolf Stream, regia di Gastone Monaldi (1920)
- Cuore di zingara, regia di Gastone Monaldi (1920)

### Periodo sonoro
- Tredici uomini e un cannone, regia di Giovacchino Forzano (1936)
- Io, suo padre, regia di Mario Bonnard (1939)
- Validità giorni dieci, regia di Camillo Mastrocinque (1939)
- Follie del secolo, regia di Amleto Palermi (1939)
- L'assedio dell'Alcazar, regia di Augusto Genina (1940)
- Kean, regia di Guido Brignone (1940)
- Centomila dollari, regia di Mario Camerini (1940)
- Non me lo dire!, regia di Mario Mattoli (1940)
- La reggia sul fiume, regia di Alberto Salvi (1940)
- Il pirata sono io!, regia di Mario Mattoli (1940)
- La zia smemorata, regia di Ladislao Vajda (1940)
- La fanciulla di Portici, regia di Mario Bonnard (1940)
- La figlia del Corsaro Verde, regia di Enrico Guazzoni (1940)
- Il cavaliere senza nome, regia di Ferruccio Cerio (1941)
- Il re del circo, regia di Hans Hinrich (1941)
- Il prigioniero di Santa Cruz, regia di Carlo Ludovico Bragaglia (1941)
- Amore imperiale, regia di Aleksandr Volkov (1941)
- Ore 9: lezione di chimica, regia di Mario Mattoli (1941)
- Il re si diverte, regia di Mario Bonnard (1941)
- I promessi sposi, regia di Mario Camerini (1941)
- Solitudine, regia di Livio Pavanelli (1941)
- Capitan Tempesta, regia di Corrado D'Errico (1942)
- Il leone di Damasco, regia di Corrado D'Errico (1942)
- Avanti c'è posto..., regia di Mario Bonnard (1942)
- La fortuna viene dal cielo, regia di Ákos Ráthonyi (1942)
- Oro nero, regia di Enrico Guazzoni (1942)
- Tragica notte, regia di Mario Soldati (1942)
- La morte civile, regia di Ferdinando Maria Poggioli (1942)
- Fra Diavolo, regia di Luigi Zampa (1942)
- Noi vivi, regia di Goffredo Alessandrini (1942)
- I due Foscari, regia di Enrico Fulchignoni (1942)
- Calafuria, regia di Flavio Calzavara (1942)
- Rossini, regia di Mario Bonnard (1942)
- Pazzo d'amore, regia di Giacomo Gentilomo (1943)
- Rita da Cascia, regia di Antonio Leonviola (1943)
- Dagli Appennini alle Ande, regia di Flavio Calzavara (1943)
- Il fanciullo del West, regia di Giorgio Ferroni (1943)
- L'ultima carrozzella, regia di Mario Mattoli (1943)
- Nebbie sul mare, regia di Hans Hinrich e Marcello Pagliero (1944)
- Macario contro Zagomar, regia di Giorgio Ferroni (1944)
- Amanti in fuga, regia di Giacomo Gentilomo (1946)
- La primula bianca, regia di Carlo Ludovico Bragaglia (1947)
- Ladri di biciclette, regia di Vittorio De Sica (1948)
- L'ebreo errante, regia di Goffredo Alessandrini (1948)
- Marechiaro, regia di Giorgio Ferroni (1949)
- Ho sognato il paradiso, regia di Giorgio Pàstina (1949)
- La portatrice di pane, regia di Maurice Cloche (1950)
- Figaro qua, Figaro là, regia di Carlo Ludovico Bragaglia (1950)
- Margherita da Cortona, regia di Mario Bonnard (1950)
- L'inafferrabile 12, regia di Mario Mattoli (1950)
- Taxi di notte, regia di Carmine Gallone (1950)
- Domani è un altro giorno, regia di Léonide Moguy (1951)
- Contro la legge, regia di Flavio Calzavara (1950)
- Santo disonore, regia di Guido Brignone (1950)
- Tre passi a nord (Three steps North), regia di William Lee Wilder (1950)
- Il conte di Sant'Elmo, regia di Guido Brignone (1950)
- Il nido di falasco, regia di Guido Brignone (1950)
- Io sono il Capataz, regia di Giorgio Simonelli (1951)
- Porca miseria!, regia di Giorgio Bianchi (1951)
- Totò e i re di Roma, regia di Steno e Mario Monicelli (1951)
- L'eterna catena, regia di Anton Giulio Majano (1951)
- Cameriera bella presenza offresi..., regia di Giorgio Pàstina (1951)
- Il diavolo in convento, regia di Nunzio Malasomma (1951)
- Messalina, regia di Carmine Gallone (1951)
- Amore e sangue, regia di Marino Girolami (1951)
- La famiglia Passaguai, regia di Aldo Fabrizi (1951)
- Il tallone d'Achille, regia di Mario Amendola e Ruggero Maccari (1952)
- Primo premio: Mariarosa, regia di Sergio Grieco (1952)
- Non è vero... ma ci credo, regia di Sergio Grieco (1952)
- La colpa di una madre, regia di Carlo Duse (1952)
- Camicie rosse, regia di Goffredo Alessandrini (1952)
- Ergastolo, regia di Luigi Capuano (1952)
- Rimorso, regia di Armando Grottini (1952)
- Tormento del passato, regia di Mario Bonnard (1952)
- La muta di Portici, regia di Giorgio Ansoldi (1952)
- Prima di sera, regia di Piero Tellini (1953)
- In amore si pecca in due, regia di Vittorio Cottafavi (1953)
- La figlia del reggimento, regia di Géza von Bolváry e Tullio Covaz (1953)
- Il mostro dell'isola, regia di Roberto Bianchi Montero (1953)
- La domenica della buona gente, regia di Anton Giulio Majano (1953)
- Pane, amore e fantasia, regia di Luigi Comencini (1953)
- Canzone d'amore, regia di Giorgio Simonelli (1954)
- Hanno rubato un tram, regia di Aldo Fabrizi (1954)
- Amarti è il mio peccato (Suor Celeste), regia di Sergio Grieco (1954)
- La figlia del forzato, regia di Gaetano Amata (1954)
- Lettera napoletana, regia di Giorgio Pàstina (1954)
- Proibito, regia di Mario Monicelli (1954)
- Pane, amore e gelosia, regia di Luigi Comencini (1954)
- La moglie è uguale per tutti, regia di Giorgio Simonelli (1955)
- Il mantello rosso, regia di Giuseppe Maria Scotese (1955)
- Il campanile d'oro, regia di Giorgio Simonelli (1955)
- La rivale, regia di Anton Giulio Majano (1955)
- Lo spadaccino misterioso, regia di Sergio Grieco (1956)
- Giovanni dalle Bande Nere, regia di Sergio Grieco (1956)
- Mio zio Giacinto (Mi tío Jacinto) di Ladislao Vajda (1956)
- I giorni più belli, regia di Mario Mattoli (1956)
- I misteri di Parigi, regia di Fernando Cerchio (1957)
- La Gerusalemme liberata, regia di Carlo Ludovico Bragaglia (1957)
- Il cocco di mamma, regia di Mauro Morassi (1957)
- Il diavolo nero, regia di Sergio Grieco (1957)
- Il pirata dello sparviero nero, regia di Sergio Grieco (1958)
- La spada e la croce, regia di Carlo Ludovico Bragaglia (1958)
- La scimitarra del Saraceno, regia di Piero Pierotti (1959)
- Il cavaliere dai cento volti, regia di Pino Mercanti (1960)
- I pirati della costa, regia di Domenico Paolella (1960)
- La Venere dei pirati, regia di Mario Costa (1960)
- I giorni contati, regia di Elio Petri (1961)
- Le avventure di Mary Read, regia di Umberto Lenzi (1961)
- I lancieri neri, regia di Giacomo Gentilomo (1961)
- Gordon, il pirata nero, regia di Mario Costa (1961)
- Lo sceicco rosso, regia di Fernando Cerchio (1962)
- La tigre dei sette mari, regia di Luigi Capuano (1962)
- Il gladiatore di Roma, regia di Mario Costa (1962)
- Sansone contro il corsaro nero, regia di Luigi Capuano (1963)
- Le voci bianche, regia di Pasquale Festa Campanile e Massimo Franciosa (1964)
- Una vergine per il principe, regia di Pasquale Festa Campanile (1965)
- L'avventuriero della Tortuga, regia di Luigi Capuano (1965)
- Superargo contro Diabolikus, regia di Nick Nostro (1966)
- Colpo doppio del camaleonte d'oro, regia di Giorgio Stegani (1966)
- Giù la testa, regia di Sergio Leone (1971)
- Spara Joe... e così sia!, regia di Emilio P. Miraglia (1971)

## Prosa televisiva Rai
- L'isola del tesoro di Robert Louis Stevenson, regia di Anton Giulio Majano (1959)
- Il caso Maurizius di Jakob Wassermann, regia di Anton Giulio Majano, trasmesso tra gennaio e febbraio del 1961.